# Халифакс (Вирџинија)
Халифакс (енгл. Halifax) град је у америчкој савезној држави Вирџинија. По попису становништва из 2010. у њему је живело 1.309 становника.

## Демографија
Према попису становништва из 2010. у граду је живело 1.309 становника, што је 80 (5,8%) становника мање него 2000. године.
| Група             | 2000.       | 2010.       |
| Белци             | 862 (62,1%) | 804 (61,4%) |
| Афроамериканци    | 502 (36,1%) | 468 (35,8%) |
| Азијати           | 2 (0,1%)    | 8 (0,6%)    |
| Хиспаноамериканци | 13 (0,9%)   | 13 (1,0%)   |
| Укупно            | 1.389       | 1.309       |